# Jean Baptiste Dumas
Jean Baptiste André Dumas (Alès, 14 luglio 1800 – Cannes, 10 aprile 1884) è stato un chimico e politico francese.

## La vita
Dopo aver abbandonato gli studi per le ristrettezze economiche della famiglia trova lavoro per poco tempo in una farmacia in Francia. Nel 1817 si reca  a Ginevra dove entra alla farmacia Le Royer; di lì a poco tempo diventa il supervisore del laboratorio e inizia a frequentare l'università studiando chimica, fisica e botanica. Nel 1824, su consiglio di von Humboldt, si reca a Parigi dove, per intercessione di Ampère, diventa assistente di Thénard al Politecnico di Parigi. Nel 1832 viene eletto membro dell'Accademia delle scienze e poi nominato professore alla facoltà di scienze di Parigi.
Nel 1849 comincia la sua attività politica con l'elezione all'assemblea legislativa e la nomina a ministro dell'Agricoltura e del Commercio. Dal 1859 è presidente del consiglio municipale di Parigi provvedendo all'illuminazione a gas, alla derivazione dell'acqua a all'igienizzazione dei quartieri insalubri. Le funzioni politiche lo assorbirono fino alla caduta dell'Impero. Poi, ormai settantenne, ritorna a occuparsi di chimica nel laboratorio dell'ex allievo Louis Pasteur.

## L'attività scientifica
Inizia i suoi studi a Ginevra nella farmacia dove lavora studiando il sistema nervoso, la trasfusione (che reputava possibile tra animali della stessa specie) e l'isolamento della digitale. Nel 1826 pubblica uno dei suoi lavori più importanti Sur quelques points de la théorie atomistique in cui formula i principi generali della chimica generale, ridefinisce il concetto di molecola e classifica i non metalli. Nel 1827 mette a punto un metodo per la misura della densità dei vapori scoprendo delle anomalie del vapore di zolfo. Con Boussingault analizza la composizione dell'aria, con Stas studia la combustione del carbonio e dell'idrogeno. Nel 1830 scopre le ammine primarie, nel 1832 con Laurent ottiene l'antracene dal catrame di carbon fossile. Nel 1834 prepara gli acidi fluorocarbossilici e studiando l'alcol amilico definisce la funzione alcolica.